# معركة حارم (2012)
معركة حارم هي نزاعات واشتباكات مسلحة اندلعت بين الجيش السوري الحر والجيش السوري في 17 تشرين الأول/أكتوبر وانتهت في 25 كانون الأول/ديسمبر 2012. وقعت المعركة أثناء اشتباكات محافظة إدلب ضمن معارك الكر والفر في الحرب الأهلية السورية.

## المعركة
في البداية شن الثوار هجوما كبيرا على المدينة في 2 أيلول/سبتمبر 2012، واستمر القتال طوال اليوم التالي. حينها سيطر الثوار على ستة من سبعة طرق مؤدية إلى حارم وقتلوا مجموعة من عناصر الميليشيات الموالية للحكومة، كما أحرقوا عشرات المنازل التي يُشتبه في أنها مملوكة لأعضاء الميليشيات في المدينة انتقاما لحرق المنازل في قراهم.
في 17 تشرين الأول/أكتوبر شن الثوار هجوما جديدا لكن هذه المرة بهدف الاستيلاء على بلدة حارم ذات الموقع الاستراتيجي خاصة وأنها تُطل على مدينة حلب. بعد الاستيلاء عليها؛ تمكن الثوار من جديد في كسب طريق الإمدادات في اتجاه تركيا.
بحلول نهاية تشرين الأول/أكتوبر من نفس العام كان 4,000 من المدنيين جنبا إلى جنب مع الميليشيات الموالية للحكومة قد لجأوا إلى القلعة القديمة خوفا من وقوع مذبحة في حقهم في حالة ما بدأت المعارضة بقصف القلعة. خلال الاشتباكات المتفرقة التي اندلعت بين الطرفين؛ أُصيب العشرات من الجنود السوريين وعانوا من نقص الإمدادات أما الجرحى في صفوف الثوار فقد نُقلوا عبر الحدود إلى تركيا في سيارات إسعاف. انسحبت فيما بعد وحدات الثوار إلى حواف المدينة وعادت للمهاجمة داخل حارم ثم شنت هجوما على المقر المحلي لقسم الأمن السياسي تم صده من قبل وحدات الجيش التي تم إرسالها من سلقين كتعزيزات. قُتل خلال الاشتباكات عشرات من الناس بما في ذلك مدنيين. جذير بالذكر أنه أثناء القتال من أجل البلدة؛ قامت طائرات حكومية من طراز سوخوي-22 بقصف مواقع الثوار. في 2 تشرين الثاني/نوفمبر شنت الحكومة مجددا سلسلة من الضربات العشوائية على حارم مما تسبب في مقتل 70 شخصا بينهم مدنيين. في نفس الوقت، نشرت وكالة رويترز للأنباء فيديو يظهر فيه مجموعة من المقاتلين الثوريين وهم يقومون بإعدام رجل غير مسلح. ادعى الثوار أن الرجل كان أحد الضباط الموالين للجيش؛ ولكن بالرغم من ذلك بات يُنظر للطرفين (الحكومة والمعارضة) على أساس ارتكابهما جرائم حرب. طاقم رويترز صور أيضا جثث أربعة جنود مصطفة في حديقة بعدما تم رشقها بالرصاص في الرأس، وبالرغم من ذلك فقد دعا العديد من قادة الجيش السوري الحر إلى معاملة عادلة للخصوم حتى لو كانوا ضباطا في الجيش السوري.
قبل 4 تشرين الثاني/نوفمبر كان الثوار قد سيطروا بالفعل على وسط المدينة في حين كان القتال لا يزال مستمرا في القلعة. وفي 5 تشرين الثاني/نوفمبر هاجمت الطائرات الحربية السورية مواقع الثوار حول حارم مما أدى إلى مقتل 20 من مقاتلي المعارضة بما في ذلك القائ باسل عيسى. وردا على الغارات الجوية؛ قصف الثوار حي التريم الذي يُعتبر معقلا من معاقل القوات الموالية للحكومة. في وقت متأخر من يوم 24 كانون الأول/ديسمبر؛ تمكن الثوار من فرض سيطرتهم الكاملة على حارم خاصة بعد استسلام القوات الحكومية في القلعة التاريخية.